# Храпова, Лариса Евгеньевна
 Лариса Евгеньевна Храпова  (10 мая 1927 года, г. Кизляре Чечено-Ингушской АССР - 1 июня 2017) — советская и российская писательница, журналистка, член Союза писателей СССР с 1969 года.

## Биография
Лариса Евгеньевна, дочь учителя. Детство её прошло в станице Шелковской Чечено-Ингушской АССР, где отец работал, директором средней школы. В 1939 году семья переехала в Северную Осетию, сначала на станцию Дарг-Кох, а с 1943 года в город Оржоникидзе. Здесь Л. Храпова окончила среднюю школу, а затем исторический факультет педагогического института. Работала учительницей в селе Безопасном Ставропольского края и в городе Оржоникидзе. С 1955 года стала заниматься журналистикой: была литературным сотрудником газеты «Социалистическая Осетия».
В 1966—1967 годах работала редактором многотиражной газеты «Луч» Оржоникидзевского завода автотракторного элктрооборудования. Эта работа дала возможность Л. Храповой соприкоснуться с жизнью рабочего коллектива. В 1978 году Лариса Евгеньевна вернулась в редакцию газеты «Социалистическая Осетия».
В 1974 году переехала в город Ростов-на-Дону.

## Творчество
Журналистика давала Ларисе Храповой большой материал для наблюдений. Так, материал, собранный по поручению редакции для очерках о партизанах станицы Николаевской и осетинского села Дигора, лёг в основу романа «Терек — река бурная» (1960). Следуя за своими героями, многие из которых — подлинные лица, автор нарисовала широкую картину событий 1918—1919 годов на Тереке. В центре романа — дни обороны города Владикавказа от белогвардейских банд Бичерахова.
Последовавшие за этим произведением другие книги Л. Храповой: повесть «Жизнь, прими меня» (1965), сборники рассказов «Майя-майка — председательская дочь» (1965), «После ливня» (1971), написанные тоже на фактическом материале, рассказывают о современниках, о высоком строе их мыслей и чувств.
Переехав в 1974 году в Ростов-на-Дону, писательница дебютировала повестью «Улица заводская». Герои повести — труженики промышленного предприятия. В ней показаны трудовые будни и нравственные проблемы рабочего коллектива.
Новый роман Ларисы Евгеньевны Храповой «Дом наш — дом детей наших», вышедший в Ростове-на-Дону в 1980 году, посвящён теме сохранения природы.
К защите природы, бережному и разумному к ней отношению призывает писательница и в следующих своих произведениях — «Один из дней, каких много» (1983) и романе «Своя ноша».

## Награды
- Медаль «За доблестный труд в Великой Отечественной войне 1941—1945 гг.»

- Почётная грамота Президиума Верховного Совета Северо-Осетинской АССР

## Произведения Л. Е. Храповой
Отдельные издания
- Терек — река бурная: Роман. — Оржоникидзе: Сев.- Осетин, кн. изд-во, 1960. 1963.
- Жизнь, прими меня: Повесть. — Оржоникидзе: Сев.- Осетин, кн. изд-во, 1965.
- Майя-майка — председательская дочь: Повесть. Рассказы. — Оржоникидзе: Сев.- Осетин, кн. изд-во, 1965.
- Чем пахнет небо: Рассказы. — Оржоникидзе: Ир, 1969.
- После ливня: Рассказы. — Оржоникидзе: Ир, 1971.
- Улица заводская: Повесть. — Ростов н/д: Кн. изд-во, 1977.
- Дом наш — дом детей наших: Роман. — Ростов н/д: Кн. изд-во, 1980.
- Один из дней, каких много: Повесть, рассказы. — Ростов н/д: Кн. изд-во, 1983.
- Своя ноша: Роман. — Ростов н/д: Кн. изд-во, 1985.
- Одна страница сиятельной жизни. — Ростов н/д: Ростиздат, 2003.